# Bula Quo! (album)
Bula Quo! je třicáté studiové album britské rockové skupiny Status Quo, které vyšlo 10. června roku 2013. Album obsahuje devět nových písní, které jsou na jeho prvním disku a deset starších písní v nových studiových či koncertních verzích na druhém disku. Album vyšlo ve spolupráci vydavatelství earMUSIC a Edel Records. Jde o poslední album této skupiny, na kterém se podílel bubeník Matt Letley.

## Seznam skladeb
| Disk 1 | Disk 1                      | Disk 1                | Disk 1 |
| Pořadí | Název                       | Autor                 | Délka  |
| ------ | --------------------------- | --------------------- | ------ |
| 1.     | Looking Out for Caroline    | Rossi, Bob Young      | 4:01   |
| 2.     | GoGoGo                      | Rick Parfitt, Morris  | 4:16   |
| 3.     | Run and Hide (The Gun Song) | John Edwards, St Paul | 4:12   |
| 4.     | Running Inside My Head      | Matt Letley           | 3:42   |
| 5.     | Mystery Island              | Parfitt, Morris       | 4:22   |
| 6.     | All That Money              | Parfitt, Morris       | 3:13   |
| 7.     | Never Leave a Friend Behind | Andy Bown, St Paul    | 2:50   |
| 8.     | Fiji Time                   | Edwards               | 3:14   |
| 9.     | Bula Bula Quo (Kua Ni Lega) | Rossi, Young          | 3:50   |

| Disk 2 | Disk 2                                          | Disk 2           | Disk 2 |
| Pořadí | Název                                           | Autor            | Délka  |
| ------ | ----------------------------------------------- | ---------------- | ------ |
| 1.     | Living on an Island (Fiji Style)                | Parfitt, Young   | 3:45   |
| 2.     | Frozen Hero (z alba Quid Pro Quo, 2011)         | Rossi, Bown      | 4:19   |
| 3.     | Reality Cheque (z alba Quid Pro Quo, 2011)      | Parfitt, Edwards | 4:05   |
| 4.     | Rockin' All Over the World (Bula Edit)          | John Fogerty     | 4:27   |
| 5.     | Caroline (koncertní nahrávka)                   | Rossi, Young     | 5:05   |
| 6.     | Beginning of the End (koncertní nahrávka)       | Rossi, Edwards   | 4:25   |
| 7.     | Don't Drive My Car (koncertní nahrávka)         | Parfitt, Bown    | 3:49   |
| 8.     | Pictures of Matchstick Men (koncertní nahrávka) | Rossi            | 2:29   |
| 9.     | Whatever You Want (koncertní nahrávka)          | Parfitt, Bown    | 5:10   |
| 10.    | Down Down (koncertní nahrávka)                  | Rossi, Young     | 5:03   |

## Obsazení
- Francis Rossi – kytara, zpěv
- Rick Parfitt – kytara, zpěv
- John „Rhino“ Edwards – baskytara, zpěv
- Andy Bown – klávesy
- Matt Letley – bicí